# Das Herz eines Boxers (Drama)
Das Herz eines Boxers ist ein Jugenddrama des deutschen Schauspielers, Dramatikers und Regisseurs Lutz Hübner, das 1998 mit dem Deutschen Jugendtheater-Preis ausgezeichnet wurde.
Das 2-Figuren-Stück handelt von einem 16-jährigen Jugendlichen namens Jojo und einem Rentner namens Leo. Jojo muss wegen des Diebstahls eines Mofas im Zimmer eines Altenheimes die Wände streichen und lernt den dort lebenden ehemaligen Preisboxer Leo kennen. Nach einigen Anlaufschwierigkeiten entwickeln die beiden Verständnis füreinander, freunden sich an und sind sich gegenseitig in wichtigen Lebenslagen behilflich.

## Inhaltsangabe
Der jugendliche Jojo muss in einem Seniorenheim eine Jugendstrafe absolvieren. Er hat die Aufgabe, die Wände des Raumes, in dem der Rentner Leo lebt, neu anzustreichen. Dabei wird er zunächst von Leo ignoriert. Je länger dieser Zustand andauert, desto gereizter und derber redet Jojo mit sich selbst. Auf diese Weise erfährt der Zuschauer, dass Jojo eigentlich gar nichts verbrochen hat – vielmehr hat er für einen Bekannten dessen Strafe auf sich genommen, um bei einem Mädchen Beachtung zu finden. Diese Geschichte erweckt Leos Respekt für Jojo, und er eröffnet das Gespräch mit dem Jugendlichen. Jojo verrät Leo seine Gefühle für das Mädchen. Er erhält  von Leo den Tipp, ihr täglich eine Rose zu schenken und abzuwarten, ob das Mädchen Interesse für Jojo zeigen wird.
Trotz seiner Zweifel befolgt Jojo den Rat des Alten. Er erfüllt auch Leos Wunsch, alte Gegenstände, die Leo in einem Karton aufbewahrt, auf irgendeine Weise zu verkaufen. Leo braucht Bargeld, aber er verrät seinem jungen Freund nicht, wofür er es benötigt. Jojo bezweifelt, Leos alten Plunder loswerden zu können, erfährt aber durch sie, dass Leo früher ein bekannter Boxer gewesen ist. Im Gespräch über Leos altes Leben betont dieser die Wichtigkeit von Regeln im Sport. Indessen gibt er zu, dass er auch einmal außerhalb eines Boxrings einen Menschen geschlagen hat, nämlich einen Pfleger in diesem Seniorenheim. In der Folge galt er als gemeingefährlich und muss deshalb jetzt im geschlossenen Teil dieser Anstalt sein Leben fristen.
Leo ist überrascht, als er erfährt, dass Jojo dessen alte Gegenstände für relativ viel Geld verkaufen konnte. Er bemerkt ein Messer, das Jojo bei sich trägt, um sich an dem Bekannten zu rächen, für den er nun die Jugendstrafe verbüßt. Leo bringt Jojo durch Boxunterricht und einen erneuten Verweis auf „fair play“ von seinem Vorhaben ab, den Bekannten damit zu bedrohen. Das Boxtraining bricht Leo aber plötzlich ab, um aus dem Heim zu flüchten. Jojo waren diese Fluchtpläne nicht bekannt. Erst jetzt dämmert ihm, wofür Leo das Geld aus dem Verkauf seiner Sachen benötigt hat.
Bei seinem Fluchtversuch wird Leo geschnappt. Als Jojo seinen Freund besucht, bemerkt er, dass die Ärzte ihn mit Tabletten ruhiggestellt haben. Jojo gibt seinem Freund aber eine Perspektive für einen erneuten Versuch, aus dem Heim zu entkommen: Er erscheint dick vermummt in der Kleidung einer alten Frau, die er Leo für die Flucht überlassen will. Am Gelingen dieses Plans zweifelt nunmehr Leo. Er versucht es aber trotzdem – und schafft tatsächlich die Flucht aus dem Seniorenheim.

## Über das Drama
Das Herz eines Boxers ist ein kammerspielartiges Kurzstück mit 7 Szenen. Der Autor verwendet moderne Alltagssprache auf dem Stand der Veröffentlichungszeit:

„Also, bringen wir's hinter uns, ich streich dir die Bude, reiß meine Stunden runter und du versuchst mir nicht im Weg rumzustehen, okay? Also ran an die Buletten.“

## Rezeption
Das Stück wurde im Oktober 1996 uraufgeführt und erfreut sich guter Kritiken:

„Es sind keine Sätze, die einen Treffen wie Uppercuts oder linke Haken. Lutz Hübner erzählt in seinem Jugendstück "Das Herz eines Boxers" eher behutsam die Geschichte eines Jungen namens Jojo und eines Alten namens Leo.“

„Ein lehrreiches Theaterstück über eine Annäherung zweier Menschen, die das Hindernis Altersunterschied erfolgreich überwinden. Ungewöhnlich und erfrischend anders aufbereitet. Empfehlenswert für alle, die bereit sind, hinter die Fassade zu schauen und mit offenen Enden klarkommen.“

„Lutz Hübner hat mit „Das Herz eines Boxers“ ein Stück über eine ungewöhnliche Freundschaft geschrieben, das auf unaufdringliche, dafür aber eindringliche Weise zeigt, wie wichtig Respekt und Ehrlichkeit im Miteinander sind.“

In der Online-Schülerzeitung Ratsblog des Ratsgymnasiums Rheda-Wiedenbrück beschreiben mehrere Schülerinnen ihr Leseerlebnis, beispielsweise:

„Insgesamt ist das Buch also spannend, unterhaltsam und interessant zugleich. Die Beziehung der Protagonisten erlebt ihre Höhen und Tiefen, wobei sie den Leser die Gefühle der beiden spüren lässt. Ich empfehle das Buch jedem, der sich auf Jojos Witze und Leos weise Worte einlassen möchte.“